# 3e étape du Tour d'Italie 2008

La troisième étape du Tour d'Italie 2008 s'est déroulée le 12 mai entre Catane et Milazzo. Elle a été remportée au sprint par l'Italien Daniele Bennati de l'équipe Liquigas, dont c'est la première victoire sur le Giro. Il devance Erik Zabel et Danilo Hondo.

## Parcours
Cette étape fait partie de celles qui semblent promises aux sprinters. Après le départ de Catane, le trajet contourne l'Etna par l'est, pour ensuite longer la côte ionienne jusqu'à la pointe nord-est de la Sicile en passant par Messine, puis la côte Tyrrhénienne jusqu'au cap de Milazzo où se situe l'arrivée. La seule difficulté référencée culmine à 1 017 mètres d'altitude, à Maletto, sur les flancs de l'Etna, au 53e kilomètre. Suivent 50 kilomètres en descente puis un parcours plat sur les 120 derniers kilomètres.

## Récit
Le groupe d'échappés du jour se forme dans la descente de l'Etna, après 70 kilomètres de course. Composé de Riccardo Chiarini (LPR Brakes), Mickaël Buffaz (Cofidis), Jérémy Roy (La Française des jeux), Kevin Seeldraeyers (Quick Step), Matej Jurčo (Team Milram) et de Pavel Brutt (Tinkoff Credit Systems), il compte un maximum de quatre minutes d'avance et est repris à trente kilomètres de l'arrivée.
La course est marquée par plusieurs chutes, avant comme après cette jonction, impliquant de nombreux coureurs, dont le vainqueur de la veille Riccardo Riccò, qui souffre de la main gauche. À vingt kilomètres de l'arrivée, un coureur de l'équipe Tinkoff glisse et provoque une chute massive. L'Australien Bradley McGee (Team CSC) quitte la course, souffrant d'un fracture de la clavicule. Son coéquipier et compatriote Stuart O'Grady termine l'étape mais doit également se retirer après avoir constaté la même blessure.
Le sprint est lancé dans les derniers kilomètres par les coureurs de la Milram Markus Eichler, Fabio Sabatini et Marco Velo, travaillant pour Erik Zabel. Celui-ci est placé dans la roue de Daniele Bennati, mais ne parvient pas à le dépasser dans le final. Danilo Hondo est troisième.
C'est la première victoire de Bennati sur un Tour d'Italie. Déjà vainqueur d'étapes en France et en Espagne en 2007, il rejoint les coureurs s'étant imposé sur les trois grands tours. C'est également son deuxième succès de la saison, huit jours après la cinquième étape du Tour de Romandie. Il s'empare du maillot cyclamen du classement par points, tandis que son coéquipier Franco Pellizotti garde la tête du classement général. Liquigas reste la meilleure équipe.
Emanuele Sella, premier au sommet de la côte à Maletto, est le nouveau maillot bleu. Chris Anker Sørensen (Team CSC) a été retardé par les chutes et cède le maillot blanc de meilleur jeune à Morris Possoni (Team High Road).

## Classement de l'étape
| \| 1. \| Daniele Bennati \| Liquigas \| en \| 5 h 37 min 01 s \| \| 2. \| Erik Zabel \| Team Milram \| \| m.t. \| \| 3. \| Danilo Hondo \| Serramenti \| \| m.t. \| \| 4. \| Thomas Fothen \| Gerolsteiner \| \| m.t. \| \| 5. \| Alberto Loddo \| Tinkoff \| \| m.t. \| \| 6. \| Koldo Fernández \| Euskaltel-Euskadi \| \| m.t. \| \| 7. \| Tiziano Dall'Antonia \| CSF Group Navigare \| \| m.t. \| \| 8. \| Marlon Pérez \| Caisse d'Épargne \| \| m.t. \| \| 9. \| Mark Cavendish \| Team High Road \| \| m.t. \| \| 10. \| Oscar Gatto \| Gerolsteiner \| \| m.t. \| |                      |                    |    |                 |
| 1. | Daniele Bennati      | Liquigas           | en | 5 h 37 min 01 s |
| 2. | Erik Zabel           | Team Milram        |    | m.t.            |
| 3. | Danilo Hondo         | Serramenti         |    | m.t.            |
| 4. | Thomas Fothen        | Gerolsteiner       |    | m.t.            |
| 5. | Alberto Loddo        | Tinkoff            |    | m.t.            |
| 6. | Koldo Fernández      | Euskaltel-Euskadi  |    | m.t.            |
| 7. | Tiziano Dall'Antonia | CSF Group Navigare |    | m.t.            |
| 8. | Marlon Pérez         | Caisse d'Épargne   |    | m.t.            |
| 9. | Mark Cavendish       | Team High Road     |    | m.t.            |
| 10. | Oscar Gatto          | Gerolsteiner       |    | m.t.            |

## Classement général
| \| 1. \| Franco Pellizotti \| Liquigas \| en \| 11 h 52 min 17 s \| \| 2. \| Christian Vande Velde \| Slipstream Chipotle \| + \| 1 s \| \| 3. \| Danilo Di Luca \| LPR Brakes \| \| 7 s \| \| 4. \| Morris Possoni \| Team High Road \| \| 8 s \| \| 5. \| Vincenzo Nibali \| Liquigas \| \| m.t. \| \| 6. \| Nicki Sørensen \| Team CSC \| \| 17 s \| \| 7. \| Kanstantsin Siutsou \| Team High Road \| \| 18 s \| \| 8. \| Paolo Savoldelli \| LPR Brakes \| \| 19 s \| \| 9. \| Andrea Noè \| Liquigas \| \| 22 s \| \| 10. \| Enrico Gasparotto \| Barloworld \| \| 25 s \| |                       |                     |    |                  |
| 1. | Franco Pellizotti     | Liquigas            | en | 11 h 52 min 17 s |
| 2. | Christian Vande Velde | Slipstream Chipotle | +  | 1 s              |
| 3. | Danilo Di Luca        | LPR Brakes          |    | 7 s              |
| 4. | Morris Possoni        | Team High Road      |    | 8 s              |
| 5. | Vincenzo Nibali       | Liquigas            |    | m.t.             |
| 6. | Nicki Sørensen        | Team CSC            |    | 17 s             |
| 7. | Kanstantsin Siutsou   | Team High Road      |    | 18 s             |
| 8. | Paolo Savoldelli      | LPR Brakes          |    | 19 s             |
| 9. | Andrea Noè            | Liquigas            |    | 22 s             |
| 10. | Enrico Gasparotto     | Barloworld          |    | 25 s             |

## Classements annexes
| Classement             | Coureur         | Total            |
| ---------------------- | --------------- | ---------------- |
| Points                 | Daniele Bennati | 29 pts           |
| Montagne               | Emanuele Sella  | 8 pts            |
| Sprints Intermédiaires | Jérémy Roy      | 7 pts            |
| Équipe                 | Liquigas        | 34 h 43 min 57 s |
| Équipe par points      | Gerolsteiner    | 55 pts           |
| Jeune                  | Morris Possoni  | 11 h 52 min 25 s |
| Échappée               | Jérémy Roy      | 263 km           |
| Combativité            | Daniele Bennati | 9 pts            |